# Епархия Мунду
Епархия Мунду (лат. Dioecesis Munduensis) — епархия Римско-Католической Церкви с центром в городе Мунду, Чад. Епархия Мунду распространяет свою юрисдикцию на регион Западный Логон. Епархия Мунду входит в митрополию Нджамены. Кафедральным собором епархии Мунду является церковь Святейшего Сердца Иисуса Христа в городе Мунду.

## История
17 мая 1951 года Римский папа Пий XII издал буллу "Christianae fidei", которой учредил апостольскую префектуру Мунду, выделив её из апостольских префектур Форт-Лами (сегодня — Архиепархия Нджамены) и Гаруа (сегодня — Архиепархия Гаруа).
19 февраля 1959 года Римский папа Иоанн XXIII издал буллу "Qui omnes ubique", которой преобразовал апостольскую префектуру Мунду в епархию.
6 марта 1989 года епархия Мунду передала часть своей территории новой епархии Добы.
28 ноября 1998 года епархия Мунду передала часть своей территории новым епархия Горе и Лаи.

## Ординарии епархии
- епископ Clément Sirgue OFMCap[1] (1952—1959);
- епископ Samuel-Louis-Marie-Antoine Gaumain OFMCap (19.12.1959 — 19.12.1974);
- епископ Joseph Marie Régis Belzile OFMCap (19.12.1974 — 9.03.1985);
- епископ Gabriel (Régis) Balet OFMCap (9.03.1985 — 18.09.1989);
- епископ Matthias N’Gartéri Mayadi (11.06.1990 — 31.07.2003) — назначен архиепископом Нджамены;
- епископ Joachim Kouraleyo Tarounga (3.06.2004 — по настоящее время).

## Источник
- Annuario Pontificio, Libreria Editrice Vaticana, Città del Vaticano, 2003, ISBN 88-209-7422-3
- Булла Christianae fidei, AAS 43 (1951), стр. 656  (лат.)
- Булла Qui omnes ubique  (лат.)